# Unione dei Giovani Comunisti (Romania)
L'Unione dei Giovani Comunisti (in romeno Uniunea Tineretului Comunist), sigla UTC, era un'organizzazione per i giovani dopo i 14 anni fondata dal Partito Comunista Rumeno.
Fu fondata nel 1922. Durante il periodo della Repubblica Popolare di Romania era chiamata Uniunea Tineretului Muncitor (sigla UTM), cioè Unione dei Giovani Lavoratori.
Nel 1966 contava 2.250.000 di membri, circa il 11,78% dell'intera popolazione.
Tra i suoi presidenti figura anche Nicu Ceaușescu.